# Transport kolejowy w Libanie

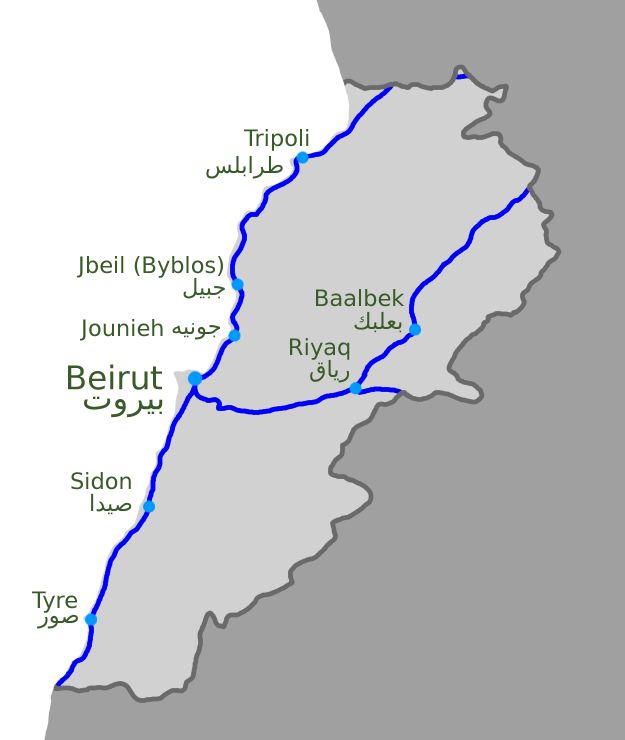
Sieć kolejowa Libanu w 1946/1947 roku

Transport kolejowy w Libanie – zlikwidowany system transportu kolejowego na terenie Libanu.
W najlepszych latach sieć kolejowa Libanu liczyła 408 km. Libańska wojna domowa, która trwała od 1975 do 1990 roku, położyła kres transportowi kolejowemu w tym kraju.

## Historia
Linie wąskotorowe
     Linie wąskotorowe
     Linie normlanotorowe
     Linie wąskotorowe
     Linie normlanotorowe
     Linie wąskotorowe
     Linie normlanotorowe

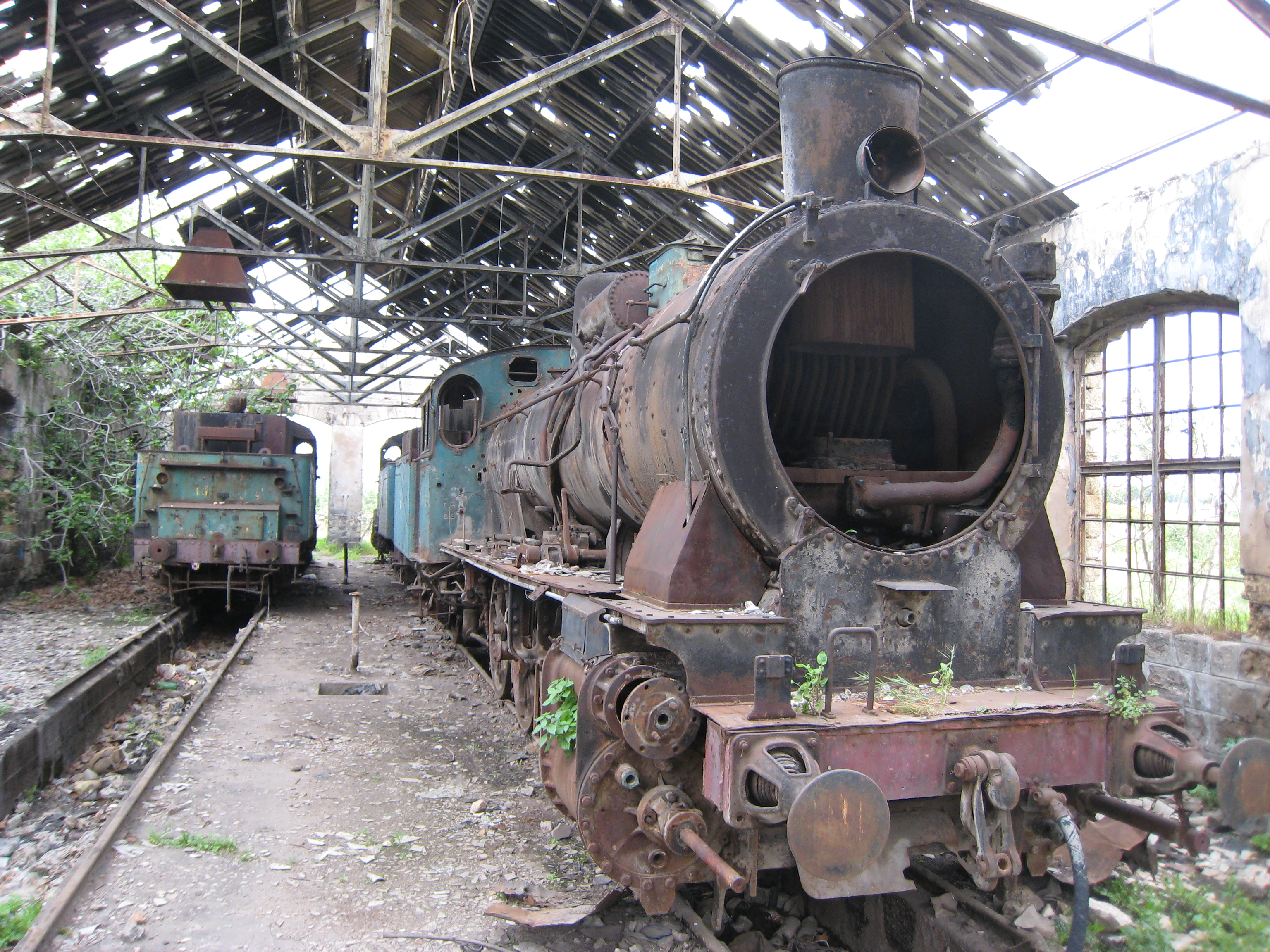
Opuszczona lokomotywownia w Trypolisie (2007)

Plany dotyczące budowy kolei w Libanie pojawiły się w latach osiemdziesiątych XIX wieku.
3 sierpnia 1895 roku otwarto linię z Bejrutu przez Rijak do Damaszku. Posiadała ona nietypowy rozstaw szyn 1050 mm.
W 1906 roku otwarto drugą linię z Rijaku przez Homs do Aleppo w dzisiejszej Syrii. Posiadała ona normalny rozstaw szyn 1435 mm, więc konieczny był przeładunek towarów w Rijaku.
W 1911 roku wybudowano linię Trypolis – Homs, która podczas I wojny światowej została zniszczona przez wojska Imperium Osmańskiego, a rozebrane tory posłużyły do budowy linii Damaszek – Bagdad.
W 1942 roku otwarto linię Trypolis – Bejrut – Sajda – Hajfa.
W 1948 roku, wraz z wybuchem I wojny izraelsko-arabskiej, zamknięto odcinek An-Nakura – Hajfa.
6 czerwca 1956 roku kolej w Libanie została znacjonalizowana. Koleje państwowe nazwano Chemin de Fer de l’État Libanais.
Koniec kolei libańskich przyniosła wojna domowa trwająca w latach 1975–1990.
W 1976 roku zamknięto linie: Bejrut – Damaszek oraz Rijak – Homs.
W 1976 roku do Libanu dostarczono 20 polskich lokomotyw spalinowych SU45. Wraz z lokomotywami do kraju wyjechali polscy maszyniści z rodzinami, którzy przez dwa lata szkolili libańskich kolejarzy. Lokomotywy były w użyciu w latach 1976–1997, a od tego czasu stoją nieużywane w magazynach wojskowych w Bejrucie.
W 1979 roku wstrzymano ruch pasażerski na linii Bejrut – Trypolis.
Na początku lat 80. XX w. rząd próbował przywrócić ruch na trasie kolejowej Bejrut – Sajda, lecz planów nie zrealizowano po inwazji Izraela na Liban w 1982 roku. Izraelskie naloty zniszczyły wówczas infrastrukturę kolejową w południowej części kraju.
Po zakończeniu wojny domowej, od 7 października 1991 roku przez 49 dni roboczych kursował Pociąg Pokoju pomiędzy stacjami Dora a Byblos. Był to ostatni raz, kiedy w Libanie kursował pociąg pasażerski.
Do 1997 roku kursowały pociągi towarowe z cementem z Bejrutu do Szikki.
Pojawiły się różne propozycje przywrócenia całości lub części libańskiego systemu kolejowego, ale jeszcze nie poczyniono żadnych prac nad odbudową kolei (2021).